# Upplanda
För byn Upplanda i Heby kommun, se Upplanda, Östervåla socken.
Upplanda är en tätort i Tegelsmora socken, Tierps kommun strax öster om Örbyhus.
Upplanda genomkorsas av länsväg C 716 samt länsväg C 717. Dannemora-Hargs Järnväg sammanfaller med Uppsala-Gävle järnväg strax sydväst om Upplanda.

## Historia
Upplanda omtalas första gången 1309, då vikarien vid Uppsala domkyrka, Knut, testamenterade ett halvt öresland i Upplanda till kyrkan. 1540 fanns här två mantal skatte och två utjordar tillhöriga andra byar. Dessutom en gård tillhörig Örbyhus slott.

### Befolkningsutveckling
| Befolkningsutvecklingen i Upplanda 1960–2020                     | Befolkningsutvecklingen i Upplanda 1960–2020 | Befolkningsutvecklingen i Upplanda 1960–2020 | Befolkningsutvecklingen i Upplanda 1960–2020 | Befolkningsutvecklingen i Upplanda 1960–2020 |
| ---------------------------------------------------------------- | -------------------------------------------- | -------------------------------------------- | -------------------------------------------- | -------------------------------------------- |
|                                                                  |                                              |                                              |                                              |                                              |
| År                                                               |                                              |                                              | Folkmängd                                    | Areal (ha)                                   |
| 1960                                                             | 1960                                         |                                              | 451                                          |                                              |
| 1965                                                             | 1965                                         |                                              | 302                                          |                                              |
| 1970                                                             | 1970                                         |                                              | 241                                          |                                              |
| 1975                                                             | 1975                                         |                                              | 271                                          |                                              |
| 1980                                                             | 1980                                         |                                              | 324                                          |                                              |
| 1990                                                             | 1990                                         |                                              | 308                                          | 98                                           |
| 1995                                                             | 1995                                         |                                              | 340                                          | 101                                          |
| 2000                                                             | 2000                                         |                                              | 343                                          | 104                                          |
| 2005                                                             | 2005                                         |                                              | 343                                          | 104                                          |
| 2010                                                             | 2010                                         |                                              | 364                                          | 103                                          |
| 2015                                                             | 2015                                         |                                              | 222                                          | 75                                           |
| 2020                                                             | 2020                                         |                                              | 223                                          | 77                                           |
| Anm.: Området Persbylånga ingår från 2015 inte längre i tätorten |                                              |                                              |                                              |                                              |